# Dobrovskij rajon
Il Dobrovskij rajon (in russo Добровский район?) è un rajon dell'Oblast' di Lipeck, nella Russia europea; il capoluogo è Dobroe. Istituito il 30 luglio 1928, ricopre una superficie di 1.315 chilometri quadrati.